# Zack Addy
Zachary Uriah Addy, vagyis Dr. Zack Addy a Dr. Csont (eredeti címe: Bones) című sorozat egyik szereplője. A főszereplő Dr. Temperance "Bones" Brennan asszisztense, szintén antropológus.

## Megformálója
Eric Millegan (született: 1974. augusztus 25., Hackettstown, New Jersey, USA) eredetileg a zenés színpad elkötelezettje: operákban és musicalekben lépett és lép fel. E képességét a sorozatban is megcsillogtathatja, Zack dalra fakad a sorozat 3. évadának 14. részében, amitől a Jefferson Intézet munkatársainak leesik az álla.

## Személyisége
Zack a "megnemértett zseni" a csapatban (az IQ-ja "valahol az ionoszférában van", 163 felett). Tudja, hogy ő a legfiatalabb, és ezért gyakran a háttérbe húzódik, ugyanakkor nagyon sokszor ő találja meg azt a bizonyítékot, amely eldönti egy ügy sorsát.
Zack kicsit elvont a mindennapi dolgokban, például nincs jogosítványa. Ugyanakkor a munkájában rendkívül tehetséges, és ezt az apróbb cukkolások mellett mindegyik munkatársa el is ismeri. Az első évadban még csak két féldiplomája van, de nem akar továbblépni, mivel nagyon szeret Dr. Brennan-nak dolgozni.

## Kapcsolata a többi szereplővel
Hasonlít Dr. Temperance "Bones" Brennan-hez abban, hogy általában ő is a tudományos oldaluk felől közeli meg a dolgokat. Neki sincs túl sok társas kapcsolata, és tud olyanokat mondani, amelyeket rajta kívül nem sokan értenek. Ugyanakkor van benne egy nagy adag megfelelni vágyás, és igyekszik barátságban lenni az emberekkel.
Felnéz Seeley Booth ügynökre, akit mint a tettek emberét nagyra becsül. Úgy érzi valami titkos "haveri" viszony van köztük, ami csak a férfiak között jöhet létre (bár Booth-t ez inkább csak idegesíti).
Dr. Jack Hodgins-szal, akinek vendégházában lakik, gyakran rivalizálásba hajló barátságot ápol, amely gyakran szócsatákhoz is vezet kettőjük között. Ennek ellenére – ha arról van szó – szinte egymás gondolatait kitalálva tudnak együttműködni, így hamar kiderül, hogy nagyon jó barátok.
Hodginson kívül Angela Montenegro segít neki eligazodni az élet dolgaiban, tőle kapja a csajozós, öltözködős tanácsokat, valamint miképp is értesse magát az emberekkel.

## Családja
Zack Michigan államban született. Igazi nagycsaládban nőtt fel, akik kicsi korától kezdve támogatták őt mindenben.És ezen kívül 3 fiú és 4 lány testvére van.

## Érdekességek
- Előszeretettel bütyköl meg dolgokat, például Booth fiának készített karácsonyra egy robotot.
- Fotómemóriája van, tehát rápillant valamire, és akár egy oldal adat, akár egy kép, minden információt, minden részletet fel tud idézni róla.

|  | Alább a cselekmény részletei következnek! |

## Munka
Zack kénytelen a második évad közepén megszerezni a doktorijait. Az első diplomájának megszerzése után – bár először nem akarja – végül Dr. Camille Saroyan mégis felveszi őt dolgozni, mint törvényszéki bűnügyi antropológust.
A második évad végén Zacket behívják Irak-ba, de csak Booth-nak és Hodginsnak árulja el, mivel nem akarja a többieket elszomorítani.
A harmadik évadban Zack szerencsésen visszatér Irakból, és folytatja a munkát a laborban. Látszólag ő is részt vesz a harmadik évad fő gonoszának, a titokzatos Gormogonnak a keresésében. Az évad utolsó részében azonban súlyos balesetet szenved amiben keze teljesen elroncsolódik. Míg a kórházban fekszik a többiek a Gormogont (vagy tanítványát) keresik aki szerintük belső ember lehet. Először Hodginst gyanúsítják de végül Brennan és Booth rájönnek hogy Zack az és ő pedig bevallja, hogy ő a sorozatgyilkos titkos "tanítványa". Mikor Brennan és Booth szembesítik a tényekkel, elmondja, hogy már 3 hónapja Gormogonnal dolgozik, és bár ő soha nem ölt meg senkit, segítette a "mestert" a gyilkosságok végrehajtásában, mivel úgy hitte, azok egy nagyobb, a közösségért tett jót képviselnek. Mikor Brennan szembesíti azzal, hogy ő maga mégis a személyes kapcsolatait, a munkatársai iránti szeretetét tartja a legfontosabbnak, Zack kénytelen belátni, hogy tévedett, és elvezeti az FBI-t Gormogon búvóhelyéhez. Őt végül gyilkosságban nem találják bűnösnek, de el kell hagynia a labort, elmeklinikára utalják. A rajongóknak viszont az jó hír lehet hogy Zack epizodista lesz a 4. évad 5. részében 4. évad 26. részében és az 5. évad 16. részében.
A 11. évad 22. részében ismételten visszatér a sorozatba, ahol gyilkosság gyanújával vádolják.